# Microsoft Build
A Microsoft Build (geralmente estilizada como //build/) é uma conferência anual realizada pela Microsoft, voltada para engenheiros de software e desenvolvedores web que utilizam Windows, Microsoft Azure e outras tecnologias da empresa.
Realizada pela primeira vez em 2011, a conferência serve como sucessora de eventos anteriores da Microsoft para desenvolvedores: a Professional Developers Conference (um evento esporádico focado no desenvolvimento de software para o sistema operacional Windows) e a MIX (que cobria o desenvolvimento web centrado em tecnologias Microsoft, como Silverlight e ASP.net).
O preço de participação foi de US$ 2.195 em 2016, um aumento em relação aos US$ 2.095 de 2015. Em 2016, os ingressos esgotaram rapidamente, em menos de um minuto após a abertura das inscrições.